# Islas Burkett
Las islas Burkett es un grupo de pequeños islas que están al oeste del monte Gleadell en el este de la bahía Amundsen, en la tierra de Enderby, y están localizadas en las coordenadas 66°56′S 50°19′E / -66.93, 50.31. Fueron cartografiadas mediante fotografías aéreas tomadas desde un avión de la Expediciones Nacionales Australianas de Investigaciones Antárticas (ANARE) en 1956. Llamada así por el Comité Australiano de Nombres Antárticos (ANCA) en honor a G.E.L. Burkett, oficial de radio en la Base Wilkes en 1960.

## Reclamación territorial
Las islas son reclamadas por Australia como parte del Territorio Antártico Australiano, pero esta reclamación está sujeta a las disposiciones del Tratado Antártico.
- Datos: Q646300